# Ямагата (Гифу)
Ямага́та (яп. 山県市 Ямагата-си) — город в Японии, находящийся в префектуре Гифу. Площадь города составляет 222,04 км², население — 28 229 человек (1 июля 2014), плотность населения — 127,13 чел./км².

## Географическое положение
Город расположен на острове Хонсю в префектуре Гифу региона Тюбу. С ним граничат города Гифу, Секи, Мотосу.

## Население
Население города составляет 28 229 человек (1 июля 2014), а плотность — 127,13 чел./км². Изменение численности населения с 1980 по 2005 годы:
| 1980 | 29 669 чел. |  |
| 1985 | 30 592 чел. |  |
| 1990 | 30 989 чел. |  |
| 1995 | 31 534 чел. |  |
| 2000 | 30 951 чел. |  |
| 2005 | 30 316 чел. |  |

## Символика
Деревом города считается каштан, цветком — Platycodon grandiflorus.